# Rhodesillo insulanus
Rhodesillo insulanus är en kräftdjursart som beskrevs av Helmut Schmalfuss och Franco Ferrara 1983. Rhodesillo insulanus ingår i släktet Rhodesillo och familjen Armadillidae. Inga underarter finns listade i Catalogue of Life.